# Five Leaves Left
Albums de Nick Drake
Bryter Layter
(1970)
Five Leaves Left (il reste cinq feuilles, en anglais) est le premier des trois albums du musicien de folk britannique Nick Drake, sorti en 1969. Drake y est accompagné par plusieurs membres du groupe Fairport Convention.
Son titre serait inspiré d'un avertissement se trouvant à l'intérieur de paquets de papier à cigarettes de l'époque.

## Réception
Sans succès à sa sortie, le magazine Rolling Stone a placé l'album en 2003, au 283e rang de son classement des 500 plus grands album de tous les temps, mais l'a retiré de son classement en 2012. Il est cité dans l'ouvrage de référence de Robert Dimery Les 1001 albums qu'il faut avoir écoutés dans sa vie et dans beaucoup d'autres listes.

## Titres
Toutes les chansons sont de Nick Drake.
| 1. | Time Has Told Me | 4:27 |
| 2. | River Man (en)   | 4:21 |
| 3. | Three Hours      | 6:16 |
| 4. | Way to Blue      | 3:11 |
| 5. | Day Is Done      | 2:29 |

| 6.  | 'Cello Song               | 4:49 |
| 7.  | The Thoughts of Mary Jane | 3:22 |
| 8.  | Man in a Shed             | 3:55 |
| 9.  | Fruit Tree                | 4:50 |
| 10. | Saturday Sun              | 4:03 |

## Musiciens
- Nick Drake : chant, guitare acoustique (sauf sur Way to Blue), piano sur Saturday Sun
- Paul Harris : piano sur Time Has Told Me et Man in a Shed
- Richard Thompson : guitare électrique sur Time Has Told Me
- Danny Thompson : contrebasse sur Time Has Told Me, Three Hours, 'Cello Song, Man in a Shed et Saturday Sun
- Rocky Dzidzornu (en) : congas sur Three Hours et 'Cello Song
- Clare Lowther : violoncelle sur 'Cello Song
- Tristram Fry : batterie et vibraphone sur Saturday Sun
- Robert Kirby : arrangements des cordes sur Way to Blue, Day Is Done, The Thoughts of Mary Jane et Fruit Tree
- Harry Robinson : arrangements des cordes sur River Man
- Lyn Dobson : flûte traversière sur The thoughts of Mary Jane